# جوردة هايتية
الجوردة الهايتية (بالفرنسية: gourde) بالكريولية الهايتية goud هي عملة هايتي الرسمية، 100 سنتيم (فرنسية) أو سانتيم (كريولية)..
كلمة "gourde" هي كلمة فرنسية مرادفة للمصطلح الإسباني "gordo"، من "pesos gordos" (المعروفة أيضًا في اللغة الإنجليزية باسم " قطع "صلبة" من ثمانية ، وفي الفرنسية باسم "piastres fortes espagnoles") والتي كانت تُسمى غالبًا بعقود العصر الاستعماري داخل مجال النفوذ الإسباني. 

## الجوردة الأولى، 1813-1870
قُدِّمَت الجورد لأول مرة في عام 1813 واستبدل الليفر بمعدل 1 جوردة = 8 ليفر و 5 سوس .

### عملات معدنية
كانت الإصدارات الأولى من العملات المعدنية عبارة عن قطع فضية من فئات 6، و12، و25 سنتيمًا. حاولت الحكومة الهايتية جني الأموال من خلال إعلان قيمة عملاتها المعدنية أعلى بكثير من قيمتها الحقيقية. في عام 1827، طُرحت عملات معدنية من فئتي 50 و100 سنتيم، تلتها عملات من فئتي سنت واحد وسنتين في عام 1828. في عامي 1846 و1850، صدرت عملات معدنية بقيمة 61⁄4 سنت بالإضافة إلى عملات معدنية من فئة 6 سنتات. في عام 1863، صدرت عملات برونزية من إنتاج دار سك هيتون في برمنغهام . كانت هذه العملات من فئات 5، و10، و20 سنتيم، وكانت آخر عملات من فئة الجوردة الأولى.

### الأوراق النقدية
أصدرت حكومات هايتي نقودًا ورقية من فئة ج 1، وج 2، وج 5، وج 10، وج 20، وج 25، وج 50، وج 100، وج 500، وج 1000. كانت هناك أيضًا خطط لإصدار أوراق نقدية بقيمة 2500 و5000 جوردة اعتبارًا من عام 2024 ولم تكن هناك خطط حتى الآن .

## الجوردة الثانية، 1870-1872
في عام ١٨٧٠، أُعيد تقييم الجوردة بنسبة عشرة إلى واحد. ولم تُصدر سوى أوراق نقدية من فئة الجوردة الثانية، بينما أصدرت الحكومة أوراقًا نقدية من فئة الجورد. 10 و ج 25.

## الجوردة الثالثة، 1872 حتى الآن
في عام ١٨٧٢، أُعيد تقييم الجوردة مرة أخرى، هذه المرة بمعدل ثلاثمائة إلى واحد. في السنوات الأولى من إصدار الغورد الثالث، اقتصرت الإصدارات على الأوراق النقدية، وكان يُطلق عليها أحيانًا اسم "بياستر" بدلًا من "جوردة"، وخاصةً في إصدار الأوراق النقدية الصادر عام ١٨٧٥. في عام ١٨٨١، رُبطت الجوردة بالفرنك الفرنسي بسعر ف. 5 = ج 1 واُستُئنِفَ إنتاج العملات المعدنية.
لكن ربط العملة بالفرنك لم يدم طويلًا. ففي عام ١٩١٢، رُبطت قيمة الجوردة بالدولار الأمريكي عند سعر 5 جوردة مقابل دولار أمريكي واحد - على الرغم من التخلي عن هذا الربط أيضًا في عام ١٩٨٩، والعملة الآن عائمة . بسبب الارتباط القديم، يُشار إلى الخمسة عادةً باسم "الدولار الهايتي"، ويُطلق على الخمسة سنتيم اسم "البنس الهايتي".  في الواقع، في العديد من الأماكن، لا تُعطى الأسعار بالجوردة، بل بـ"الدولار الهايتي"، والذي يجب ضربه في خمسة لتحويله إلى جوردة. 

### عملات معدنية
صدر عام ١٨٨١ عملات معدنية من فئات ١ سنت، ٢ سنت، ١٠ سنتات، ٢٠ سنتًا، و٥٠ سنتًا، بالإضافة إلى عملة ج ١. أُضيفت عملات ج١ وج ١ في عام ١٨٨٩. استمر إنتاج العملات المعدنية من فئات ١ سنت و٢ سنت وG ١ في منتصف تسعينيات القرن التاسع عشر، بينما توقف إنتاج العملات المعدنية تمامًا من عام ١٩٠٨ حتى عام ١٩٤٩، عندما أُعيد صكّ عملات ٥ و١٠ سنتيم. تلا ذلك إصدار عملات من فئة ٢٠ سنتيم في عام ١٩٥٦، و٥٠ سنتيم في عام ١٩٧٢، و ١ج و٥ ج في عام ١٩٩٥.
العملات المتداولة حاليا هي:
- 50 سنتيم
- 1 ج
- 5 ج

### الأوراق النقدية
في عام 1875، [بحاجة لمصدر] أصدرت الأوراق النقدية من قِبل البنك الوطني لهايتي بفئات 25 سنتيمًا و1 و5 بِيَاستر (وهي تساوي الجوردة). بعد ذلك، أصدرت الحكومات الهايتية المتعاقبة أوراقًا نقدية بفئات تتراوح بين 10 سنتيمات إلى 5 جوردة حتى عام 1916، حين بدأ البنك الوطني لجمهورية هايتي (BNRH) بإصدار الأوراق النقدية. في عام 1920، أُصدرت أوراق نقدية بفئات 1، و2، و5، و10، و20 جوردة، وأُضيفت فئتا 50 و100 جوردة في عام 1925. وفي سبعينيات القرن العشرين، أُدخلت فئات 25، و250، و500 جوردة. في عام 1979، حلّ بنك جمهورية هايتي محلّ BNRH كهيئة مسؤولة عن إصدار الأوراق النقدية. وفي عام 1999، أُصدرت ورقة نقدية من فئة 1,000 جوردة لإحياء الذكرى 250 لتأسيس مدينة بورت أو برانس. وفي عام 2001، أُصدرت ورقة نقدية من فئة 20 جوردة، كإصدار تذكاري للاحتفال بالذكرى المئوية الثانية لدستور توسان لوفرتور، وأيضًا كإصدار اعتيادي. وفي عام 2004، أصدر بنك جمهورية هايتي سلسلة من الأوراق النقدية لإحياء الذكرى المئوية الثانية لتأسيس هايتي.
الأوراق النقدية المتداولة حاليًا هي:
- ج 10
- ج 25
- ج 50
- ج 100
- ج 250
- ج 500
- ج 1000

| سلسلة أقدم | سلسلة أقدم | سلسلة أقدم                                                        | سلسلة أقدم          | سلسلة أقدم |
| صورة       | قيمة       | الوجه الأمامي                                                     | الوجه الخلفي        | سنة        |
| ---------- | ---------- | ----------------------------------------------------------------- | ------------------- | ---------- |
|            | ج 10       | كاثرين فلون أركاهي تخيط أول علم لهايتي (1803)                     | شعار النبالة لهايتي | عام 2000   |
|            | ج 20       | فرانسوا دومينيك توسان لوفرتور                                     | دستور هايتي         | 2001       |
|            | ج 25       | قصر العدل في بورت أو برنس                                         | شعار النبالة لهايتي | عام 2000   |
|            | ج 50       | ليسيوس فيليسيتي سالومون جون ‏                                      | شعار النبالة لهايتي | عام 2000   |
|            | ج 100      | هنري كريستوف (رئيس شمال هايتي، ولاحقًا الملك هنري الأول ملك هايتي) | شعار النبالة لهايتي | عام 2000   |
|            | ج 250      | جان جاك ديسالين (الإمبراطور جاك الأول ملك هايتي)                  | شعار النبالة لهايتي | عام 2000   |
|            | ج 500      | ألكسندر سابيس بيتيون (رئيس جنوب هايتي)                            | شعار النبالة لهايتي | عام 2000   |
|            | ج 1000     | الرئيس فلورفيل هيبوليت ‏                                           | سوق فاليير ‏         | 1999       |

| أوراق نقدية تذكارية من الجورد الهايتية | أوراق نقدية تذكارية من الجورد الهايتية | أوراق نقدية تذكارية من الجورد الهايتية | أوراق نقدية تذكارية من الجورد الهايتية | أوراق نقدية تذكارية من الجورد الهايتية | أوراق نقدية تذكارية من الجورد الهايتية |
| صورة                                   | قيمة                                   | الوجه الأمامي                          | الوجه الخلفي                           | التعليقات التوضيحية | سنة                                    |
| -------------------------------------- | -------------------------------------- | -------------------------------------- | -------------------------------------- | --- | -------------------------------------- |
|                                        | ج 20                                   | فرانسوا دومينيك توسان لوفرتور          | دستور هايتي لعام 1801                  | نص تذكاري على منطقة العلامة المائية للورقة النقدية؛ شريط من رقائق الذهب على الحافة اليمنى للورقة النقدية؛ أرقام تسلسلية منحنية قليلاً على جانبي الوجه الأمامي للورقة النقدية | 2001                                   |

### سلسلة الذكرى المئوية الثانية للاستقلال (1804-2004)
| الذكرى المئوية الثانية للاستقلال (1804-2004) متداولة حاليًا | الذكرى المئوية الثانية للاستقلال (1804-2004) متداولة حاليًا | الذكرى المئوية الثانية للاستقلال (1804-2004) متداولة حاليًا                                                      | الذكرى المئوية الثانية للاستقلال (1804-2004) متداولة حاليًا | الذكرى المئوية الثانية للاستقلال (1804-2004) متداولة حاليًا |
| صورة                                                       | قيمة                                                       | الوجه الأمامي                                                                                                   | الوجه الخلفي                                               | سنة                                                        |
| ---------------------------------------------------------- | ---------------------------------------------------------- | --- | ---------------------------------------------------------- | ---------------------------------------------------------- |
|                                                            | ج 10                                                       | Sanité Belair (الهجوم والاستيلاء على Crête-à-Pierrot)                                                           | حصن كاب روج (جاكميل)                                       | 2004                                                       |
|                                                            | ج 25                                                       | الجنرال نيكولاس جيفرارد ‏ (حاكم جنوب هايتي)                                                                      | قلعة دي بلاتون (دوسيس)                                     | 2004                                                       |
|                                                            | ج 50                                                       | فرانسوا كابوا ‏                                                                                                  | حصن جالوسيير (مارميلاد)                                    | 2004                                                       |
|                                                            | ج 100                                                      | هنري كريستوف (رئيس شمال هايتي، الذي أصبح لاحقًا الملك هنري الأول ملك هايتي) (غزو كيب هايتي من قبل الجيش الفرنسي) | قلعة هنري (ميلوت)                                          | 2004                                                       |
|                                                            | ج 250                                                      | جان جاك ديسالين (الإمبراطور جاك الأول ملك هايتي)                                                                | حصن ديسيدي (مارشاند)                                       | 2004                                                       |
|                                                            | ج 500                                                      | ألكسندر سابيس بيتيون (رئيس جنوب هايتي)                                                                          | حصن جاك (فيرماثي)                                          | 2004                                                       |
|                                                            | ج 1000                                                     | الرئيس فلورفيل هيبوليت ‏                                                                                         | سوق فاليير ‏                                                | 1999                                                       |

ملاحظة: G 1، ج 2، ج 5، ج لم تعد الأوراق النقدية فئة 20 دولارًا تُنتج ولم تعد متداولة.

## سعر الصرف HTG الحالي
| من Yahoo! Finance: | AUD CAD CHF EUR GBP HKD JPY USD EUR JPY USD |
| من XE.com:         | AUD CAD CHF EUR GBP HKD JPY USD EUR JPY USD |
| من Investing.com:  | AUD CAD CHF EUR GBP HKD JPY USD EUR JPY USD |
| منOANDA.com:       | AUD CAD CHF EUR GBP HKD JPY USD EUR JPY USD |

## أنظر أيضاً
- البنوك المركزية والعملات في منطقة البحر الكاريبي  [لغات أخرى]‏
- اقتصاد هايتي

## روابط خارجية
- نسخ طبق الأصل من الأوراق النقدية الهايتية
- عملات هايتي نسخة محفوظة 2014-10-29 على موقع واي باك مشين.